# Nelson Camargo
Nelson Camargo (Capacho Viejo, 6 de enero de 1990) es un ciclista profesional venezolano.
Ha participado en la Vuelta al Táchira, y otras competencias nacionales.

## Palmarés
2011
- 5.º en Clásica Navideña, Cúcuta  Colombia
- 56.º en Clasificación General Final Vuelta al Táchira  Venezuela

2012
- 1.º en 7.ª etapa Vuelta al Táchira, La Grita  Venezuela
- 2.º en Clasificación General Final Sub-23 Vuelta al Táchira  Venezuela
- 5.º en Clasificación General Final Montaña Vuelta al Táchira  Venezuela
- 16.º en Clasificación General Final Vuelta al Táchira  Venezuela
- 269.º en Clasificación General Final UCI America Tour 2011-2012

2013
- 28.º en Clasificación General Final Vuelta al Táchira  Venezuela

2014
- 16.º en Clasificación General Final Vuelta al Táchira  Venezuela

2015
- 1.º en 9.ª etapa Vuelta al Táchira, Casa del Padre  Venezuela
- 4.º en Clasificación General Final Montaña Vuelta al Táchira  Venezuela
- 4.º en Clasificación General Final Vuelta al Táchira  Venezuela
- 35.º en 3.ª etapa Vuelta Independencia Nacional  República Dominicana
- 135.º en Clasificación General Final UCI America Tour 2015

## Equipos
- 2012  Ejército Bolivariano
- 2014  ONA - IDT - FONA